# Język chenoua
Język chenoua (chenoui, shenwa) – język afroazjatycki z północnej grupy języków berberyjskich, używany w Algierii.